# 坂本紅蓮洞

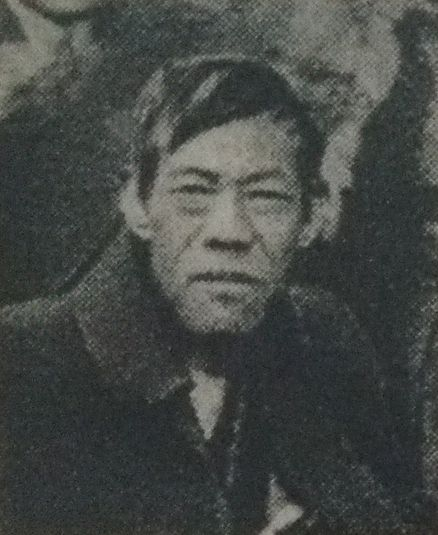
年月不明

坂本 紅蓮洞（さかもと ぐれんどう、1866年（慶応2年）9月?日 - 1925年（大正14年）12月16日）は、明治・大正期の文芸評論家、新聞記者、放浪生活者。本名は易徳。肩書きは「奇人」。のらりくらりと放浪生活に身をやつし、酒に酔っては毒舌を弄し、窮乏のうちに死んだ「文壇名物男」であった。

## 経歴
武蔵国江戸生まれ。旧小田原藩士の家系に生まれる。
慶應義塾に学ぶ。同期に福澤桃介がいた。明治21年（1888年）、部理財科を優秀な成績で卒業、その後、明治23年（1890年）に大学部の創設を期に文学科に入るが、女義太夫の竹本綾之助に夢中になり、勉学を疎かにしたために落第。立教中学の代用教員を務めるなど、「数学の天才」ぶりを発揮し色々な学校で教えるが、その授業が苛烈だったため数々の学校を追われ、新聞記者に転向。国木田独歩率いる近事画報社に入り浸り、『美観画報』の編集者となる。
明治36年（1903年）に与謝野鉄幹が主催する新詩社に入り、機関紙『明星』に「文芸家の表彰に就いて」を寄稿。帝国芸術院をイメージした芸位令の制定を最も早い時期で唱えるなどした。このころ、鉄幹より「紅蓮洞」の名をもらったという。歌人の吉井勇を誘い出して飲み歩くようになり、数々の奇行が始まり、文壇の名物男として知れ渡るようになる。『明星』にはさらに「江東町人言」（明治39）を発表。その他の作品に「文壇立志篇」などがある。
北村透谷を連れて、小学校時代の事務員で「月謝の先生」と呼ばれていた磯田老人の経営する撃剣道場へ入門。読売新聞に40回に渡り、「文壇垣硯き」を連載。三田文学会では永井荷風と仲が悪かったという。武林無想庵をはじめ、様々な文士の家の居候となり、また、長谷川時雨は甥の仁（当時小学生）の算術家庭教師に紅蓮洞をつけた。
重体に陥った紅蓮洞を支援するため、大正14年（1925年）8月に吉井勇、長田秀雄らが発起人となって、中央新聞社内に紅蓮洞の病気治療基金を募る「紅蓮洞後援会」が起こされ、岡本綺堂や坪内逍遥など文士たちが募金。しかしその甲斐もなく、12月16日に没。
守田有秋は坂本紅蓮洞、内村鑑三、堺利彦を「わが三尊」として書き、また、与謝野晶子は「坂本紅蓮洞さん」という詩で「わが知れる芸術家の集まりて、女と酒とのある処、ぐれんどうの命必ず暴風の如き来りて罵り合う」と詠んでいる。

## 著書
- 『修身軌範 勅語例解』 教育勅語の解説書。大学卒業3年で出版した唯一の著作[3]。